# 五色温泉 (山形県)
五色温泉（ごしきおんせん）は、山形県米沢市にある温泉。米沢八湯の一つで、一軒宿の宗川旅館（そうかわりょかん）が営業していたが、2020年11月に閉館。2023年12月に温泉付きオートキャンプ場としてリニューアルしている。

## 泉質
- ナトリウム・カルシウム-炭酸水素塩・塩化物温泉（低張性中性温泉）。
  - 泉温45.9℃(源泉)。
  - 源泉湧出量90リットル/分。
  - 加水加温なし。
  - 源泉掛け流し。
  - 一般的効能は、慢性婦人病・胃腸病・虚弱児童・慢性 皮膚病など。

## 温泉街
明治期に開業したという一軒宿の宗川旅館（そうかわりょかん）が所在した。一軒宿には竹久夢二のスケッチ帳が2冊残されているなど、多くの著名人にも利用された。日本秘湯を守る会会員（2018年1月18日から休会）。また、「温泉米沢八湯会」に加盟していた。しかし、後継者不在のため宗川旅館は2020年11月に閉館した。
高畠町の住宅設備工事業「まごころ住設」が2021年に旧旅館の土地建物を取得し、2023年10月のオープンを目指して新たに温浴施設付きキャンプ場が整備されることになった。その後、2023年12月に五色温泉オートキャンプ場としてリニューアルオープン、キャンプでの宿泊のほか日帰り入浴の営業を行っており、米沢八湯会に唯一のオートキャンプ場として加盟している。

## 歴史
約1300年前、役行者が五色の湯煙を見て発見したと伝えられる。温泉名もこれに由来する。
江戸時代には米沢藩上杉氏の守り湯として、また湯治場として利用された。
1911年3月、オーストリアのレッツェルホーラー商社横浜駐在員エゴン・フォン・クラッツァー（Egon Edler von Kratzer）がスキーをした。
これがきっかけとなって、同年12月25日に民営としては日本最初のスキー場（五色スキー場）ができ、皇族や華族にも利用された。
その頃の五色スキー場の様子は、板倉勝宣の「五色温泉スキー日記」から伺うことができる。板倉勝宣は日本山岳界揺籃期の登山家で槇有恒の親友、1923年立山で遭難死した。華族の子弟であり、その友人達も含め、まだスキーは上流階級のものだったことが覗える。
1924年、皇族の会員制スキークラブである六華倶楽部のクラブハウスとして、スキーロッジが建設された。勾配を利用して1階が石造り、2階以上が木造の洋風建築だった。
最寄り駅にあたる板谷駅舎には、貴賓室が設けられたという。
1926年12月4日、宗川旅館2階離れで日本共産党第3回大会が極秘に開かれ、党の再建（第二次共産党の結党）が決議された。福本和夫、佐野文夫、渡辺政之輔、三田村四郎、中尾勝男ら参加者17人は身分を隠すためばらばらに来館したため、宿の主人も1年後に警察から事情を聞くまでは不審に思わなかったという。
1998年、五色スキー場が客の減少や、リフトの老朽化などのため閉鎖された。
1999年、六華倶楽部のスキーロッジが老朽化のため、仙台市青葉区花京院の個人宅に、木造部である2階以上が移築された。

## アクセス
- 自動車
  - 東北道を福島飯坂ICで降りて→国道13号線(万世大路)→県道154号線を約7km走ると目的地駐車場。福島飯坂ICから一般道を約25Km、約30分。
  - 東北道を福島JCTで→東北中央道・米沢方面へ進み福島大笹生ICで降りて→県道5号線(フルーツライン)→国道13号線(万世大路)→県道154号線を約7km走ると目的地駐車場。福島大笹生ICから一般道を約25Km、約30分。

- 鉄道:JR東日本奥羽本線板谷駅より宗川旅館の送迎車。送迎車は1日4往復で、事前予約が必要だった。

- 徒歩:板谷駅から約7km、徒歩で約2時間。

## 周辺
- 姥湯温泉
- 滑川温泉
- 笠松鉱泉